# Salah Abdel Sabour
Œuvres principales
- La tragédie d'al-Hallaj (1965)
- Layla et le fou (1970)
- Les Rêves du vieux chevalier (1964)

Salah Abdel Sabour (arabe : صلاح عبد الصبور), est un poète, éditeur, dramaturge et essayiste égyptien (mai 1931 – 14 août 1981).

## Biographie
Après des études de littérature arabe à l'Université du Caire de 1947 à 1951, Salah Abdel Sabour enseigne l'arabe et collabore à la revue littéraire Rose al-Yusuf et au journal Al-Ahram. Il occupe plusieurs fonctions officielles. Il est notamment conseiller culturel en Inde de 1976 à 1978.

## La poésie
Son premier recueil de poèmes, al-Nas fi baladi (Les Gens dans mon pays), publié en 1954, marque le début de l'essor du vers libre dans la poésie égyptienne. Il s'agit alors de poésie engagée. Il adopte par la suite un style marqué par un ton méditatif et pessimiste qui caractérisera les œuvres de la maturité.

## Le théâtre
L'œuvre théâtrale de Salah Abdel Sabour constitue l'un des sommets du théâtre arabe en vers et comprend cinq pièces :
- Ma'sât al-Hallâj (La tragédie d'al-Hallaj), 1965.
- Musâfir layl (Le Voyageur de nuit), 1969.
- Layla wa l-Majnûn (Layla et le fou), 1970.
- Al-Amira tantazir (La Princesse attend), 1971.
- Ba'da an yamûta l-malik (Après la mort du roi), 1973.